# Епархия Катармана

Провинция Северный Самар (выделено красным)

Епархия Катармана (лат. Dioecesis Catarmaniensis) — епархия Римско-Католической церкви с центром в городе Катарман, Филиппины. Епархия Катармана распространяет свою юрисдикцию на провинцию Северный Самар. Епархия Катармана входит в митрополию Пало. Кафедральным собором епархия Катармана является церковь Пресвятой Девы Марии.

## История
5 декабря 1974 года Римский папа Павел VI издал буллу Quae ampliores, которой учредил епархию Катармана, выделив её из епархии Боронгана и Калбайога. В этот же день епархия Катармана вошла в митрополию Себу.
15 ноября 1982 года епархия Катармана вошла в митрополию Пало.

## Ординарии епархии
- епископ Angel T. Hobayan (12.12.1974 — 10.03.2005);
- епископ Emmanuel Celeste Trance (10.03.2005 — по настоящее время).

## Источник
- Annuario Pontificio, Libreria Editrice Vaticana, Città del Vaticano, 2003, ISBN 88-209-7422-3
- Булла Quae ampliores, AAS 67 (1975), стр. 162  (лат.)